# Lijst van interlands Belgisch voetbalelftal 1970-1979 (vrouwen)
Deze pagina toont een chronologisch en gedetailleerd overzicht van de interlands die het Belgisch voetbalelftal speelde in de periode 1970 – 1979.

## Interlands

### 1977
|                        |             |       |        | |
| 21 mei 1977            | Zwitserland | 2 - 2 | België | Opstelling België:                                                                                      |
| Kwalificatie, Grenchen |             |       |        | Ottoy, Debock, Helsen, Vankerkhoven, Seymus, Bultinck, Caillet, Dirckx, Verdonck, Van Rijmenam, Vanbuel |

|                                                    |        |       |           | |
| 5 juni 1977                                        | België | 1 - 1 | Frankrijk | Opstelling België: |
| Vriendschappelijk Koning Boudewijnstadion, Brussel |        |       | 36' Wolf  | Ottoy, Debock, Helsen, Vankerkhoven, Seymus, Bultinck, Caillet, Dirckx, Verdonck ('81 Catrysse), Van Rijmenam, Vanbuel ('82 Duque) |

### 1978
|                         |           |       |             |                                                                                                  |
| 15 april 1978           | Frankrijk | 0 - 1 | België      | Opstelling België:                                                                               |
| Vriendschappelijk Meaux |           |       | 60' Vanbuel | Ottoy, Debock, Helsen, Seymus, Bultinck, Caillet, Dirckx, Verdonck, Van Rijmenam, Vanbuel, Duque |

|                                                |        |       |             | |
| 20 mei 1978                                    | België | 2 - 0 | Zwitserland | Opstelling België:                                                                                            |
| Kwalificatie De Warande, Diest Scheidsrechter: |        |       |             | Ottoy, Debock, Helsen, Seymus, Bultinck, Caillet, Dirckx, Verdonck, Van Rijmenam, Vanbuel, Duque (81' Symons) |

|                                                                 |        |       |          | |
| 28 juli 1978                                                    | Italië | 2 - 1 | België   | Opstelling België:                                                                                           |
| Eindronde EK - Groep Via del Mare, Atri Scheidsrechter:Berretta |        |       | 2' Duque | Ottoy, Debock, Helsen, Seymus, Bultinck, Caillet, Dirckx, Verdonck, Van Rijmenam, Vanbuel, Duque (81' Reyns) |

|                                  |        |       |       | |
| 30 juli 1978                     | België | 3 - 0 | Wales | Opstelling België: |
| Eindronde EK - Groep Francavilla |        |       |       | Ottoy, Debock (81' Huybrechts), Helsen, Bultinck, Caillet (82' Reyns), Dirckx, Dierckx, Verdonck, Van Rijmenam, Vanbuel, Duque (83' Van Dormael) |

|                             |        |       |             |                                                                                                |
| 4 augustus 1978             | België | 1 - 0 | Joegoslavië | Opstelling België:                                                                             |
| Eindronde EK-Groep L'Aquila |        |       |             | Ottoy, Debock, Dierckx, Helsen, Huybrechts, Dubois, Bultinck, Dirckx, Symons, Verdonck,Vanbuel |

|                               |          |       |        | |
| 31 oktober 1978               | Engeland | 3 - 0 | België | Opstelling België:                                                                                   |
| Vriendschappelijk Southampton |          |       |        | Ottoy, Debock, Dierckx, Colpaert, Seymus, Dubois, Carrette, Huybrechts, Temmerman, Verdonck, Vanbuel |

### 1979
|                                           |        |       |                            | |
| 12 mei 1979                               | België | 0 - 2 | Frankrijk                  | Opstelling België: |
| Vriendschappelijk Regenboogstadion, Zulte |        |       | 3' Constantin 27' Chapuzet | Ottoy, Debock, Caillet, Dierckx, Seymus, Dubois, Denolf, Reyns (81' Leemans), Martens (82' Temmermans), Verdonck, Vanbuel |

|                             |           |       |        | |
| 29 september 1979           | Nederland | 2 - 2 | België | Opstelling België: |
| Vriendschappelijk Eindhoven |           |       |        | Ottoy, Debock, Ledure, Van De Maelen, Seymus, Dubois (80' Carrette), Bultinck (80' Lemmens), Brusselaers (80' Leemans), Temmermans, Verdonck, Vanbuel Bank: Noë |

KBVB · A-internationals · Selecties · Statistieken · Bondscoaches · Belgisch mannenelftal · België U19 · België U17
1970-1979 ·
1980-1989 ·
1990-1999 ·
2000-2009 ·
2010-2019 ·
2020-2029
EK 2017, EK 2022
EK 2013, EK 2017, EK 2022, WK 2023
Albanië ·
Armenië ·
Australië ·
Azerbeidzjan ·
Bosnië en Herzegovina ·
Bulgarije ·
Canada ·
Denemarken ·
Duitsland ·
Engeland ·
Estland ·
Faeröer ·
Finland ·
Frankrijk ·
Griekenland ·
Hongarije ·
Ierland ·
IJsland ·
Italië ·
Japan ·
Joegoslavië ·
Kosovo ·
Kroatië ·
Litouwen ·
Luxemburg ·
Mexico ·
Moldavië ·
Nederland ·
Nieuw-Zeeland ·
Nigeria ·
Noord-Ierland ·
Noord-Korea ·
Noorwegen ·
Oekraïne ·
Oostenrijk ·
Polen ·
Portugal ·
Roemenië ·
Rusland ·
Schotland ·
Servië ·
Slovenië ·
Slowakije ·
Spanje ·
Thailand ·
Tsjechië ·
Tsjecho-Slowakije ·
Verenigde Staten ·
Wales ·
Zuid-Afrika ·
Zuid-Korea ·
Zweden ·
Zwitserland